# Récit à la deuxième personne
Le récit à la deuxième personne est une technique littéraire dans laquelle le narrateur s'adresse au lecteur, celui-ci étant le personnage principal ou un autre personnage récurrent au sein de la narration. Outre la chanson et les livres dont vous êtes le héros, certains romans ont été écrits à la deuxième personne, mais cette technique est restée rare, malgré une présence plus forte dans les littératures de langue anglaise ou française depuis 2000.

## Deuxième personne du singulier ou du pluriel
Listes non exhaustives.

### Tutoiement
- Le Serviteur (Henri Bachelin, 1918), premier récit entièrement rédigé à la deuxième personne du singulier
- Aura (en) (Carlos Fuentes, 1962);
- Un homme qui dort (Georges Perec, 1967);
- Si par une nuit d'hiver un voyageur (Italo Calvino, 1979);
- Lambeaux (Charles Juliet, 1995);
- La montagne de l'âme (Gao Xingjian, 1995);
- Le Livre du voyage (Bernard Werber, 1997);
- Pas un jour (Anne F. Garréta, 2002);
- Abimagique (Lucius Shepard, 2007);
- Un dieu un animal (Jérôme Ferrari, 2009);
- Photo de groupe au bord du fleuve (Emmanuel Dongala, 2010);
- Nom de code : Black bird (Anna Carey, 13 novembre 2015);
- Le Talisman (Mathieu Terence, 2016);
- Brume de Malte (Aurélien Clappe, 2018);
- La Première Année (Jean-Michel Espitallier, 2018);
- Ta grossesse (Suzanne Duval, 2020).
- Vallée du carnage (Romain Lucazeau, 2024)

La nouvelle The Haunted Mind dans les Twice-Told Tales de Nathaniel Hawthorne (1837) est également écrite à la deuxième personne du singulier (c'est-à-dire le « you » anglais).
- Ce que je sais de toi (Éric Chacour, 2023) pour la première partie du roman qui passe ensuite à une narration au moi et au nous.

### Voussoiement
Le « vous » y est utilisé au sens d'un interlocuteur distant :
- La Modification (Michel Butor, 1957),
- Journal d'un oiseau de nuit (Jay McInerney, 1984),
- La Salle (Joël Baqué, 2015),
- La Cinquième Saison (N. K. Jemisin, 2015),
- Protocole Gouvernante (Guillaume Lavenant, 2019),
- Que font les rennes après Noël ? (Olivia Rosenthal, 2010),
- Double Nationalité (Nina Yargekov, 2016)[3]